# 1470
Cette page concerne l'année 1470  du calendrier julien. Pour l'année 1470 av. J.-C., voir 1470 av. J.-C.
L'année 1470 est une année commune qui commence un lundi.

## Évènements
- 27 février : Étienne III le Grand de Moldavie envahit la Valachie et brûle Brăila[1].

- 12 mars : défaite de Warwick à la bataille de Losecoat Field[2].

- 1er mai : fuite de Warwick en France à la suite de son désaccord avec le roi Édouard IV.

- 15 mai : mort de Charles VIII de Suède[3].
  - Rébellion en Suède contre le pouvoir danois. Sten Sture l'Ancien, régent de Suède, défend les paysans de Suède méridionale contre la noblesse, pendant que son cousin Nils Sture soulève les Dalécarliens.

- 12 juillet : Venise perd le Négrepont (Eubée), occupé par Mehmed II[4].

- 22 juillet : à Angers, Warwick s’allie avec Marguerite d'Anjou, dont le mari, le roi déchu Henri VI d'Angleterre, était tenu prisonnier à la Tour de Londres[2].

- 2 octobre : Édouard IV d'Angleterre fuit en Flandre après avoir été battu par Warwick qui a envahi l’Angleterre avec l’aide de la France sous la bannière des Lancastre[5].

- 3 octobre : début du second règne d'Henri VI d'Angleterre (fin en 1471)[6].

- Novembre : l'assemblée de notables réunie par Louis XI à Tours annule le traité de Péronne[7].

- 3 décembre : Louis XI déclare à Amboise que le duc de Bourgogne est coupable de lèse-majesté et de félonie et qui le prive de toute dignité, droit et fief[7]. À la fin de l’année, il provoque les hostilités avec Charles le Téméraire en attaquant les villes de la Somme.
- 21 décembre[8] : découverte de Sao Tomé par João de Santarém[9].
- 22 décembre : le pape obtient le renouvellement de la paix de Lodi de 1454[10]. Il ordonne la levée de troupe pour la croisade contre les Turcs.

- Le voyageur florentin Benedetto Dei visite Tombouctou[11].

- Le roi de Hongrie Mathias Corvin cesse de réunir la diète hongroise[12]. Un impôt direct (dica) devient permanent et est perçu chaque année. Les ressources de Corvin atteignent 2 millions de florins par an[13].

## Naissances en 1470

Portrait assis de l'empereur Hongzhi.

- 6 avril : Tang Yin, peintre et dessinateur chinois († 7 janvier 1524).
- 30 juin : Charles VIII, futur roi de France († 7 avril 1498).
- 30 juillet: Hongzhi, neuvième empereur de la dynastie Ming († 8 juin 1505).
- 4 août : Bernardo Dovizi da Bibbiena, cardinal et dramaturge italien († 9 novembre 1520).
- 2 novembre : Édouard V, futur roi d'Angleterre († septembre 1483).
- 28 novembre : Wen Zhengming, calligraphe et poète chinois de la dynastie Ming († 28 mars 1559).
- Date précise inconnue :
  - Giovanni Agostino da Lodi, peintre italien († vers 1519).
  - Girolamo Alibrandi, peintre italien sicilien († 1524).
  - Marco Meloni,  peintre italien († 1537).
  - Francisco de Peñalosa, compositeur espagnol († 1er avril 1528).
  - Garcia de Resende, poète, chroniqueur, musicien et architecte portugais († 3 février 1536).
  - Estienne de La Roche, mathématicien français († 1530).
  - Pedro Sánchez Ciruelo, mathématicien et théologien espagnol († 1548).
  - Michele da Verona, peintre italien de l'école véronaise († vers 1540).
- Vers 1470 :
  - Pietro Paolo Agabito, peintre et graveur sur bois italien († vers 1540).
  - Francesco Bissolo, peintre italien († 20 juillet 1554).
  - Juan de Borgoña, peintre né en Bourgogne († vers 1535).
  - Vincenzo Civerchio, peintre et sculpteur sur bois italien († vers 1544).
  - Rinaldo Jacovetti, sculpteur et peintre italien († 29 novembre 1528).
  - Guillaume de Marcillat, peintre vitrailliste français († 30 juillet 1529).
  - Tiberio d'Assisi, peintre italien († 1524).

## Décès en 1470
- 23 novembre : Gaston de Foix (1444-1470), prince de Viane, héritier du royaume de Navarre.
- Iacopo Bellini à Venise, peintre italien à l’origine d’une lignée d’artistes, comprenant ses fils Gentille et Giovanni Bellini, et son gendre Andrea Mantegna.
- Vers 1470 :
  - Léonard d'Udine, prédicateur italien.